# Czarny Szkaplerz Męki Pańskiej

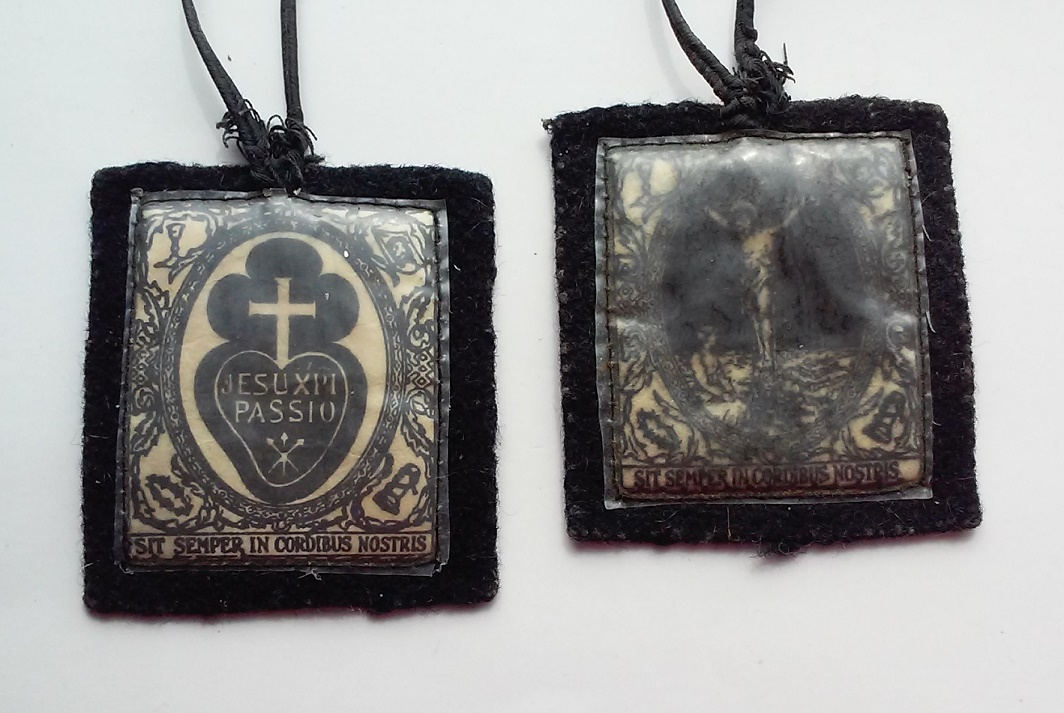
Czarny Szkaplerz Męki Pańskiej

Czarny Szkaplerz Męki Pańskiej (Czarny Szkaplerz, Szkaplerz Męki Pańskiej, Szkaplerz Czarny Najświętszego Krzyża i Męki Pana naszego Jezusa Chrystusa, łac. Scapulare Nigri Ss. Crucis et Passionis Domini Nostri Jesu Christi) – katolickie sakramentale wyrażone przez szkaplerz koloru czarnego będący odznaką stowarzyszeń wiernych związanych ze zgromadzeniem pasjonistów. Jest to inny szkaplerz niż Czerwony Szkaplerz Męki Pańskiej, również zwany w skrócie Szkaplerzem Męki Pańskiej i Czarny Szkaplerz Matki Bożej Bolesnej, również zwany w skrócie Czarnym Szkaplerzem.

## Wygląd

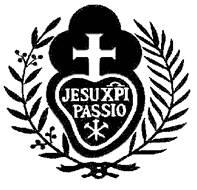
Symbol pasjonistów

Czarny Szkaplerz Męki Pańskiej to dwa prostokątne kawałki czarnego sukna wełnianego połączone czarnymi tasiemkami, lub sznurkami. Na jednym płatku znajduje się logo pasjonistów: czarne serce z białym obrysem i krzyżem, a w środku serca napis JESU XPI PASSIO (pol. Męka Jezusa Chrystusa) i trzy skrzyżowane gwoździe, pod spodem napis: Sit semper in cordibus nostris (pol. Niech będzie zawsze w sercach naszych). Na drugim płatku znajduje się wizerunek Chrystusa Ukrzyżowanego, a przy nim klęcząca niewiasta i również napis Sit semper in cordibus nostris. Wizerunek na drugim płatku oraz czarny kolor tasiemek nie są konieczne do ważności tego szkaplerza. Zazwyczaj oba wizerunki są otoczone symbolami Męki Pańskiej w czterech rogach: kielich, chusta, korona cierniowa, kolumna, przy której był biczowany.

## Geneza

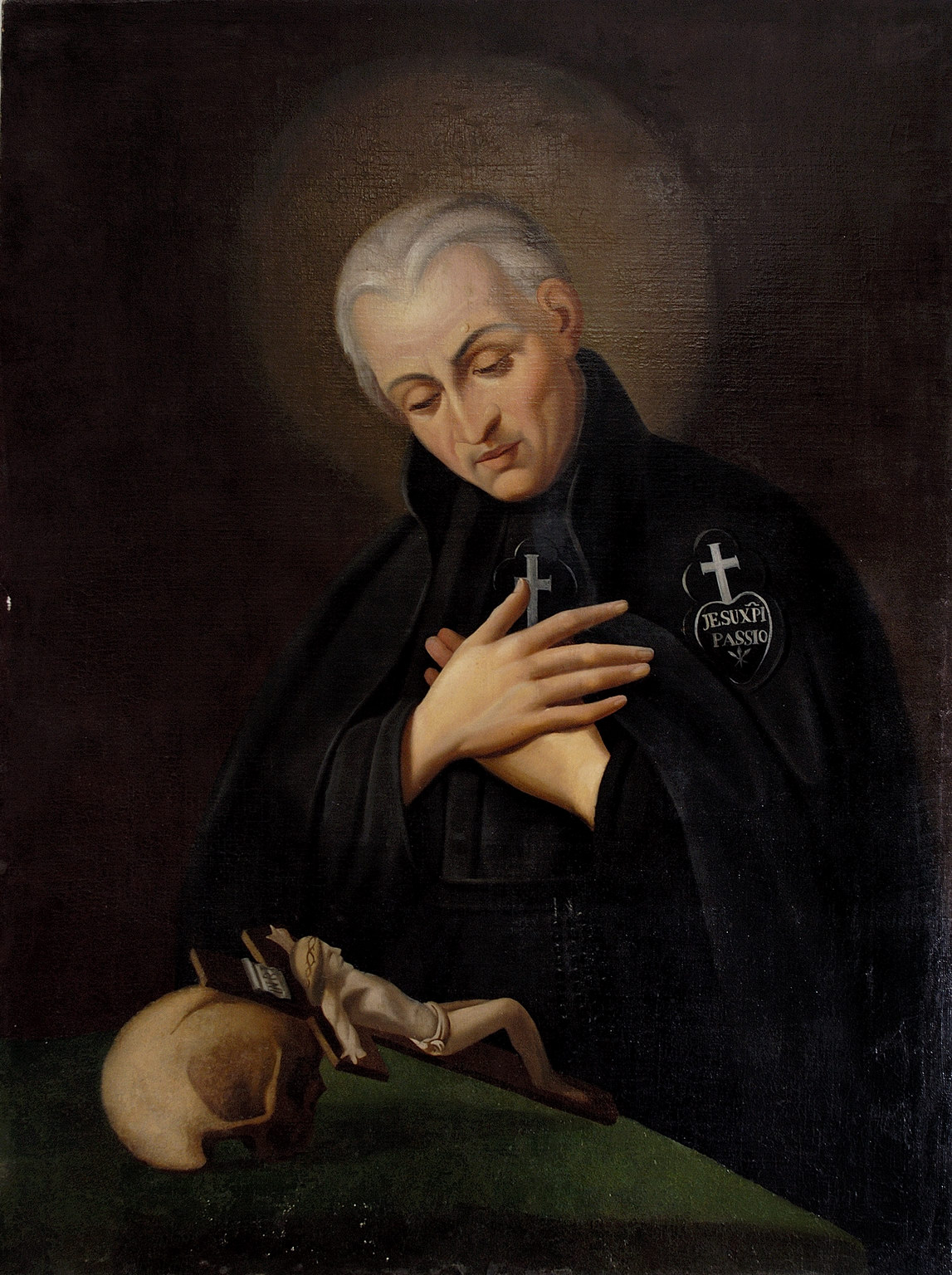
św. Paweł od Krzyża

Czarny Szkaplerz pochodzi od habitu pasjonistów, a jego źródłem są wizje, jakie miał św. Paweł od Krzyża, założyciel tego zakonu. Paweł Daneo w  wieku 15 lat poświęcił się modlitwie i pokucie, a pięć lat później postanowił założyć wspólnotę ukierunkowaną na ciągłe rozważanie Męki Pańskiej. Jak sam później opowiadał:

Pewnego dnia 1720 roku, będąc po Komunii św. bardzo skupiony, spostrzegłem, że jestem ubrany w czarny habit z białym krzyżem na piersi, pod którym białymi literami było wypisane Najświętsze Imię Jezus. Usłyszałem te słowa: To znak czystości i niewinności serca, na którym widnieć będzie Najśw. Imię Jezus.

W kolejnej wizji ujrzał Matkę Bożą Bolesną, odzianą w taki właśnie habit, która powiedziała do niego:

Synu, widzisz, tę żałobę noszę z powodu śmierci mego ukochanego Jezusa. Ty także i członkowie Zgromadzenia, które założysz, w podobny sposób ubrani, będziecie rozpamiętywać bolesną Mękę mego Syna.

Utworzone przez niego Zgromadzenie Kleryków Bosych Najświętszego Krzyża i Męki Pana Naszego Jezusa Chrystusa, za swój strój przyjęło więc czarny habit z naszytym na piersi symbolem pasjonistów.
Ponieważ św. Paweł od Krzyża został obdarzony licznymi darami charyzmatycznymi i słynął jako  wybitny kaznodzieja oraz egzorcysta, ciągnęły do niego tłumy ludzi, proszących o wyjednanie u Boga różnych łask. Wielu z nich chciało otrzymać kawałek jego habitu, tak jak od jego imiennika, św. Pawła Apostoła, by uzyskać taki sam skutek w postaci uzdrowienia, czy uwolnienia (Dzieje Apostolskie 19, 11-12). On sam w tym celu ofiarowywał ludziom odznaki sukienne z symbolem pasjonistów, które wcześniej przez jakiś czas nosił, nazywając je "znakiem zbawienia" i "postrachem piekła". W późniejszych latach zaczęto używać także odznak metalowych. Św. Paweł od Krzyża nie chciał zakładać trzeciego zakonu, ale usilnie pragnął, aby charyzmat pasyjny był przekazywany również zwykłym wiernym, powoływał więc różne grupy, które podejmowały w swych modlitwach tajemnice Męki Pańskiej, niektóre z nich zostały zatwierdzone przez ordynariuszy diecezji .

## Historia
Pasjoniści zaczęli, na wzór innych szkaplerzy, nakładać wiernym Szkaplerz Męki Pańskiej, będący miniaturą ich zakonnego habitu i włączać ich w ten sposób do udziału w dobrach duchowych swego zgromadzenia. W tym celu prowadzili też Bractwo Najświętszego Krzyża i Męki Pana Naszego Jezusa Chrystusa, zwane w skrócie Bractwem Czarnego Szkaplerza, które zatwierdził w 1861 roku bł. Pius IX. Jego centrala istniała potem przy kościele pasjonistów Scala Sancta w Rzymie, a Szkaplerz stał się zewnętrzną oznaką przynależności do Bractwa. W 1876 roku papież zezwolił pasjonistom na nakładanie tego szkaplerza wiernym bez konieczności ich przynależenia do Bractwa, wymagane było jednak zapisanie się do księgi szkaplerznej. W 1916 roku Benedykt XV podniósł Bractwo w Rzymie do godności arcybractwa .
W 1877 i 1918 roku Penitencjaria Apostolska nadała odpusty za noszenie tego szkaplerza, które jednak utraciły swą ważność, oprócz związanych ogólnie ze stowarzyszeniami i modlitwami, w 1967 roku na mocy konstytucji apostolskiej Indulgentiarum Doctrina bł. Pawła VI.
Od lat 60. XX wieku, "na fali przemian soborowych i posoborowych", pasjoniści zaniechali propagowania i nakładania Czarnego Szkaplerza Męki Pańskiej. Na kapitule generalnej w 2000 roku w Brazylii, zgromadzenie podjęło uchwałę, że będzie podejmować wysiłki aby podtrzymywać i wznawiać "ruchy świeckich pasjonistów". W Polsce, na prośby wielu wiernych, pasjoniści powrócili w 2005 roku do praktyki nakładania tego szkaplerza, a w 2013 roku reaktywowali Bractwo Czarnego Szkaplerza. Od tego roku nakładają Szkaplerz jednak tylko tym, którzy chcą należeć do Bractwa. Mieści się ono przy sanktuarium Męki Pańskiej w Sadowiu-Golgocie. W 2015 roku należało do niego około pięćset osób .
Patronem Bractwa jest św. Paweł od Krzyża, a także św. Gabriel od Matki Bożej Bolesnej i św. Gemma Galgani. Najbardziej znaną wierną noszącą Czarny Szkaplerz Męki Pańskiej jest św. Gemma Galgani.

## Modlitwy
Tradycyjnymi modlitwami wiernych noszących ten Szkaplerz Męki Pańskiej, oprócz samego jej rozważania, czyli Memoria Passionis, będącego czwartym ślubem pasjonistów, są: Koronka do Pięciu Ran Pana Jezusa, Koronka do Matki Boskiej Bolesnej, Stopnie Męki Pańskiej i Godziny Męki Pańskiej oraz akty strzeliste.
Obecnie "zaleca się codziennie, przynajmniej przez krótki czas, rozmyślać o Męce Chrystusa, nawet wśród zwykłych zajęć, codziennych obowiązków", można odmawiać Koronkę do Miłosierdzia Bożego, Koronkę do Pięciu Ran Pana Jezusa, Drogę Krzyżową i inne stosowne modlitwy, jak część bolesną Różańca świętego rozważając poszczególne tajemnice .
Formuła poświęcenia i nałożenia tego szkaplerza znajduje się w tradycyjnym Rituale Romanum: Benedictio et impositio Scapularis Nigri Ss. Crucis et Passionis Domini Nostri Jesu Christi.